# جيهان السادات
جيهان صفوت رؤوف (29 أغسطس 1933 - 9 يوليو 2021)، باحثة وسيدة مجتمع مصرية. وهي زوجة الرئيس المصري الراحل محمد أنور السادات، كانت أول سيدة أولى في تاريخ الجمهورية المصرية تخرج إلى دائرة العمل العام. وهي مُحاضرة جامعية في جامعة القاهرة سابقا وأستاذ زائر في الجامعة الأمريكية بالقاهرة، ومحاضرة في جامعة ولاية كارولينا الجنوبية. كان لجيهان السادات مبادرات اجتماعية ومشاريع إنمائية، فقد أسست جمعية الوفاء والأمل وكانت من مشجعات تعليم المرأة وحصولها على حقوقها في المجتمع المصري في ذلك الوقت.

## نشأتها
ولدت «جيهان صفوت رؤوف» بمدينة القاهرة لأب مصري يعمل أستاذ جامعي ويحمل الجنسية البريطانية وأم بريطانية تدعي «جلاديس تشارلز كوتريل»

## الشهادات العلمية
- بكالوريوس في الأدب العربي، جامعة القاهرة عام 1977.
- ماجستير في الأدب المقارن، جامعة القاهرة عام 1980.
- دكتوراه في الأدب المقارن، جامعة القاهرة عام 1986
- نالت درجة الدكتوراه من كلية الآداب بجامعة القاهرة تحت إشراف الدكتورة سهير القلماوي. ثم بعد ذلك عملت بهيئة التدريس بجامعة القاهرة.[9][10]

## زواجها
التقت مع أنور السادات للمرة الأولى في السويس لدى قريب لها صيف عام 1948 وكانت في الخامسة عشرة من عمرها ووقعت جيهان في غرام السادات وقررت الزواج منه رغم أنه كان متزوجاً ولديه 3 بنات. بالفعل تزوجته جيهان في 29 مايو 1949 وذلك مبكراً قبل أن يصبح رئيساً للجمهورية عندما كان ضابطا صغيرا. أنجبت منه ثلاث بنات وهن «لبنى» و«نهى» و«جيهان» وولد واحد وهو «جمال»، علما بأنه كان متزوج من قبلها إقبال ماضي وأنجب منها ثلاث بنات قبل أن ينفصلا وهن «راوية» و«رقية» و«كاميليا».

## أدورها وأعمالها
شاركت جيهان زوجها الرئيس أنور السادات كل الأحداث الهامة التي شهدتها مصر بدء من ثورة 23 يوليو وحتى اغتياله عام 1981. وهي أول سيدة أولى في تاريخ جمهورية مصر العربية تخرج إلى دائرة العمل العام لتباشر العمل بنفسها بين صفوف الشعب المصري. كان لها أدوار هامة في مصر ومشروعات لم تقام إلا على يد السيدة جيهان على رأسها مشروع تنظيم الأسرة ودعم الدور السياسي للمرأة وعدلت بعض القوانين على رأسها قانون الأحوال الشخصية الذي لا يزال يعرف في مصر حتى الآن بقانون جيهان، أسست جمعية الوفاء والأمل وكانت من مشجعات تعليم المرأة وحصولها على حقوقها في المجتمع المصري في الفترة ما بين 1970م إلى 1981م.

## مؤلفاتها
- كتاب «سيدة من مصر» وهي تحتوي على مذكراتها وقصص تجاربها من خلال العمل السياسي كقرينة للرئيس السادات.
- كتاب «أملي في السلام» نشر في عام 2009 وهو يمثل تحليل ورؤي سياسية لما تشهده منطقة الشرق الأوسط وطرق التوصل إلى سلام منشود وحقيقي.

## الجوائز
حصلت على العديد من الجوائز الوطنية والدولية للخدمة العامة والجهود الإنسانية للنساء والأطفال.
وتلقت أيضا أكثر من 20 درجة دكتوراه فخرية من جامعات وطنية ودولية والجامعات في مختلف أنحاء العالم.
- في عام 1993م تلقت جائزة جماعة المسيح الدولية للسلام.
- في عام 2001 كانت هي الفائز بجائزة Pearl S. Buck.
- في 9 يوليو 2021، أصدر الرئيس عبد الفتاح السيسي قراراً بمنحها وسام الكمال، مع إطلاق اسمها على محور الفردوس.

## وفاتها
توفيت في يوم الجمعة 9 يوليو 2021 ميلاديًّا، الموافق 29 ذو القعدة 1442 هجريًّا، بعد معاناة مع المرض، وقد نعتها رئاسة جمهورية مصر العربية.

## روابط خارجية
- جيهان السادات على موقع أرشيف الشارخ.
- جيهان السادات على موقع IMDb (الإنجليزية)
- جيهان السادات على موقع كينوبويسك (الروسية)